# Écriture manuscrite horizontale et verticale en Asie orientale
Une multitude de manuscrits peuvent être rédigés à l’horizontale ou à la verticale.
Les manuscrits en chinois mandarin, japonais et coréen peuvent s’écrire en s’orientant le long de ces deux axes, car elles consistent, principalement d’unités logographiques ou syllabiques déconnectées, chacun occupant un espace cubique, permettant ainsi une flexibilité directionnelle dans lequel le texte peut s’écrire, horizontalement de gauche à droite, horizontalement de droite à gauche, verticalement de haut en bas, et verticalement de bas en haut.

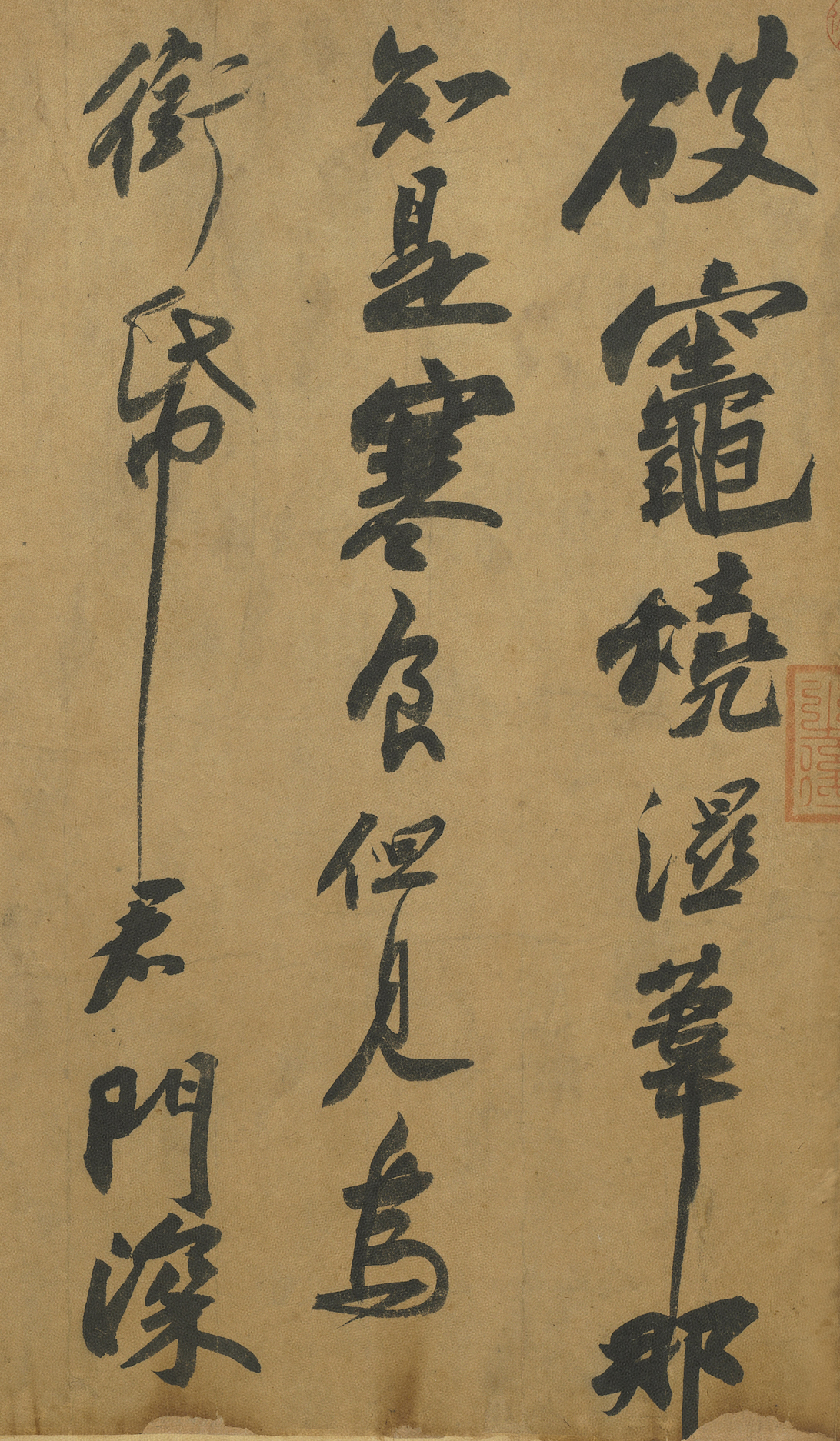
Un extrait provenant de The Cold Food Observance (寒食帖) crée par un érudit de la dynastie Song, Su Shi (蘇軾). La calligraphie est lue en colonne de haut en bas, de droite à gauche.

L’écriture horizontale est connue en chinois mandarin, comme hengpai (mandarin simplifié: 横排;mandarin traditionnel: 橫排; Pinyin: hénpái; lit.: « alignement horizontal »), en japonais comme yokogaki ( 横書き, « écriture horizontale », aussi nommé yokogumi, 横組み), et en coréen comme garosseugi (가로쓰기) ou hoengseo (횡서; 橫書).
L’écriture verticale est connue, en chinois mandarin, comme zongpai (mandarin simplifié: 纵排;mandarin traditionnel: 縱排; pinyin: zōngpái; lit.: «alignement vertical»), tategaki (縦書き, « écriture verticale», aussi tategumi, 縦組み), ou serosseugi (세로쓰기) ou jongseo (종서; 縱書),
Traditionnellement, le chinois mandarin, le japonais et le coréen sont écrits verticalement en colonne allant du haut vers le bas et en s’ordonnant de droite à gauche, chaque nouvelle colonne commençant à la gauche de la colonne antérieure. L’ordre et la direction des traits des caractères chinois (hanzi en chinois, kanji en japonais, hanja en coréen), le kana du japonais et le hangul du coréen facilitent tous cette manière d’écrire. En plus, écrire en colonne verticale de droite à gauche facilite l’écriture au pinceau de la main droite, tout en enroulant continuellement des feuilles de papier ou du parchemin de la main gauche.
Depuis le XIXe siècle, il est devenu de plus en plus commun d’écrire horizontalement ces trois langues, de gauche à droite, avec des lignes successives allant de haut en bas, sous l’influence de langues européennes comme l’anglais, même si l’écriture verticale est encore fréquemment utilisée à Hong Kong, au Japon, à Macao, en Corée et à Taïwan.